# المجاهم (جبلة)

تعديل مصدري - تعديل

المجاهم محلة تابعة لقرية الضباري، التابعة لعزلة انامر اعلى بمديرية جبلة إحدى مديريات محافظة إب في الجمهورية اليمنية، بلغ تعداد سكانها 54 حسب تعداد اليمن لعام 2004.